# Šarif Šarifov
Šarif Šarifov (aze. Şərif Naidhacavoviç Şərifov; rus. Шари́п Наидгаджавович Шари́пов) (Gunuh, Dagestan, Rusija, 11. studenog 1988.) je azerbajdžanski hrvač slobodnim stilom. 
Na Olimpijskim igrama u Londonu 2012. osvojio je zlato u težinskoj kategoriji do 84 kg. Na putu do zlata pobijedio je iranskog predstavnika Ehsana Lashgarija u polufinalu i Portorikanca Jaimea Espinala u samome finalu. Zbog ostvarenog uspjeha azerbajdžanski predsjednik Ilham Alijev i Azerski olimpijski odbor su mu 31. kolovoza 2012. dodijelili Orden Slave.
Osim olimpijskog naslova, Sharifov je 2011. bio i svjetski prvak na svjetskom prvenstvu u Istanbulu. Te godine je proglašen najboljim azerbajdžanskim sportašem godine.
Šarif Šarifov hrvanjem se počeo baviti 2000. godine i danas trenira u klubu Atasport Baku. Do 2006. ga je trenirao Anwar Magomed Gadschijev a poslije toga Amar Kuramagomedov.
Šarifov pripada avarskom narodu odnosno etničkoj skupini koja živi u ruskoj republici Dagestanu.

## Karijera

### OI 2012. London
| London 2012.      | London 2012. | London 2012.           | London 2012.  |
| Protivnik         | Zemlja       | Uspjeh                 | Natjecanje    |
| ----------------- | ------------ | ---------------------- | ------------- |
| İbrahim Bölükbaşı | Turska       | 3:1, 5:3; pobjeda      | osmina finala |
| Jake Herbert      | SAD          | 4:1, 6:0; pobjeda      | četvrtfinale  |
| Ehsan Lashgari    | Iran         | 1:0, 0:2, 2:1; pobjeda | polufinale    |
| Jaime Espinal     | Portoriko    | 6:1, 2:0; pobjeda      | finale        |

## Vanjske poveznice
- Profil hrvača na web stranicama Svjetske hrvačke organizacije  Arhivirana inačica izvorne stranice od 31. ožujka 2012. (Wayback Machine)